# Phablet

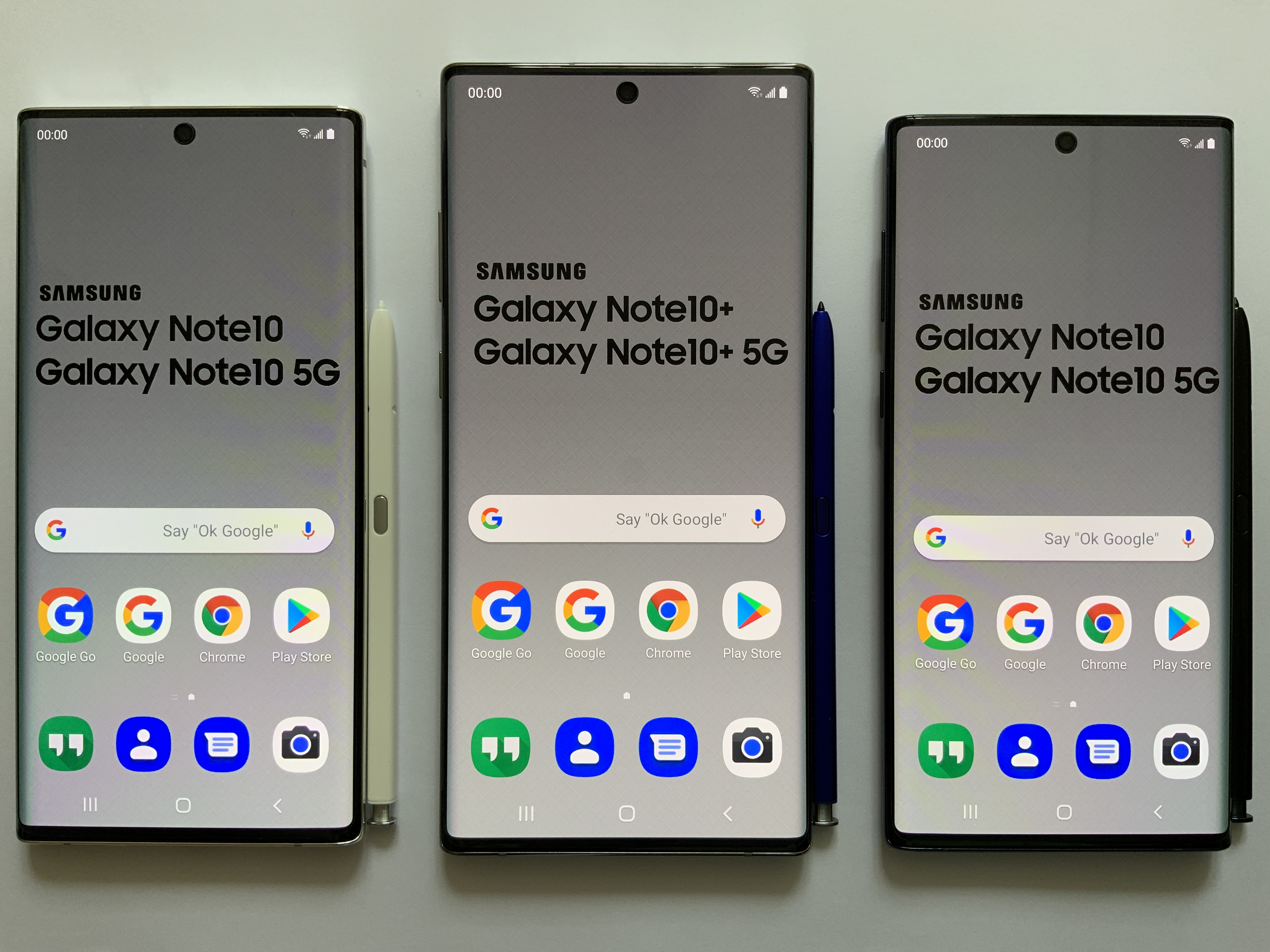
Samsung Galaxy Note series, dòng thiết bị góp phần làm phổ biến phablet, với cây bút stylus đặc trưng

Phablet (/ˈfæblɪt/) là một loại thiết bị di động có kích thước màn hình lớn, lớn hơn điện thoại thông minh thế hệ đầu và nhỏ hơn máy tính bảng. Từ phablet là sự kết hợp giữa hai từ phone và tablet. Tuy nhiên hiện nay hầu hết các điện thoại thông minh mới đều là các phablet với kích thước màn hình ngày càng lớn, lên tới 7 inch.
Phablet với màn hình kích thước lớn thuận lợi cho các tác vụ như duyệt web, đa nhiệm nhiều ứng dụng, đa phương tiện như xem phim, chơi game. Một số phablet có thể sử dụng được bút stylus cảm ứng để phác thảo, ghi chú. Phablet ban đầu được thiết kế dành cho thị trường châu Á, nơi người dùng không có thói quen mua cả điện thoại thông minh và máy tính bảng như ở Bắc Mỹ và châu Âu - điện thoại thông minh dành cho thị trường này thường đánh vào phân khúc tầm trung và giá rẻ với chi phí thấp, pin khỏe, màn hình lớn với độ phân giải tương đối và bộ xử lý tầm trung.
Cùng với chi phí sản xuất giảm và hiệu quả sử dụng pin của màn hình điện thoại tăng lên, phablet bắt đầu phổ biến mạnh từ năm 2012, nổi bật phải kể đến chiếc Galaxy Note II của Samsung, cạnh tranh với các nhà sản xuất khác như Lenovo, LG, HTC, Huawei, BBK Electronics và Sony. Samsung báo cáo rằng có 25,6 triệu phablet đã bán ra trong năm 2012. Reuters gọi năm 2013 là "Năm của phablet". Năm 2014, phablet đã vượt doanh số của máy tính xách tay và máy tính bàn trên toàn cầu, The New York Times dự đoán "phablet có thể trở thành thiết bị của tương lai – loại điện thoại phổ biến nhất, và có thể là chiếc máy duy nhất chúng ta cần".
Năm 2014, không đứng ngoài cuộc, Apple cũng cho ra mắt chiếc phablet đầu tiên của mình là iPhone 6 Plus với màn hình 5,5 inch, cạnh tranh mạnh mẽ với các đối thủ Android. Việc ra mắt iPhone 6 Plus dường như đi ngược lại tiêu chí của Steve Jobs vào năm 2007 khi ông định hình điện thoại thông minh hiện đại chỉ cần một màn hình khoảng 4 inch nằm gọn trong lòng bàn tay.

## Định nghĩa
Định nghĩa về phablet đã thay đổi trong những năm gần đây do sự phổ biến của màn hình lớn hơn trên điện thoại thông minh phổ thông và điện thoại thông minh được thiết kế với viền mỏng và / hoặc màn hình cong để làm cho chúng nhỏ gọn hơn so với các thiết bị khác có kích thước màn hình tương tự. Do đó, một thiết bị có màn hình "cỡ phablet" có thể không nhất thiết được coi là một.

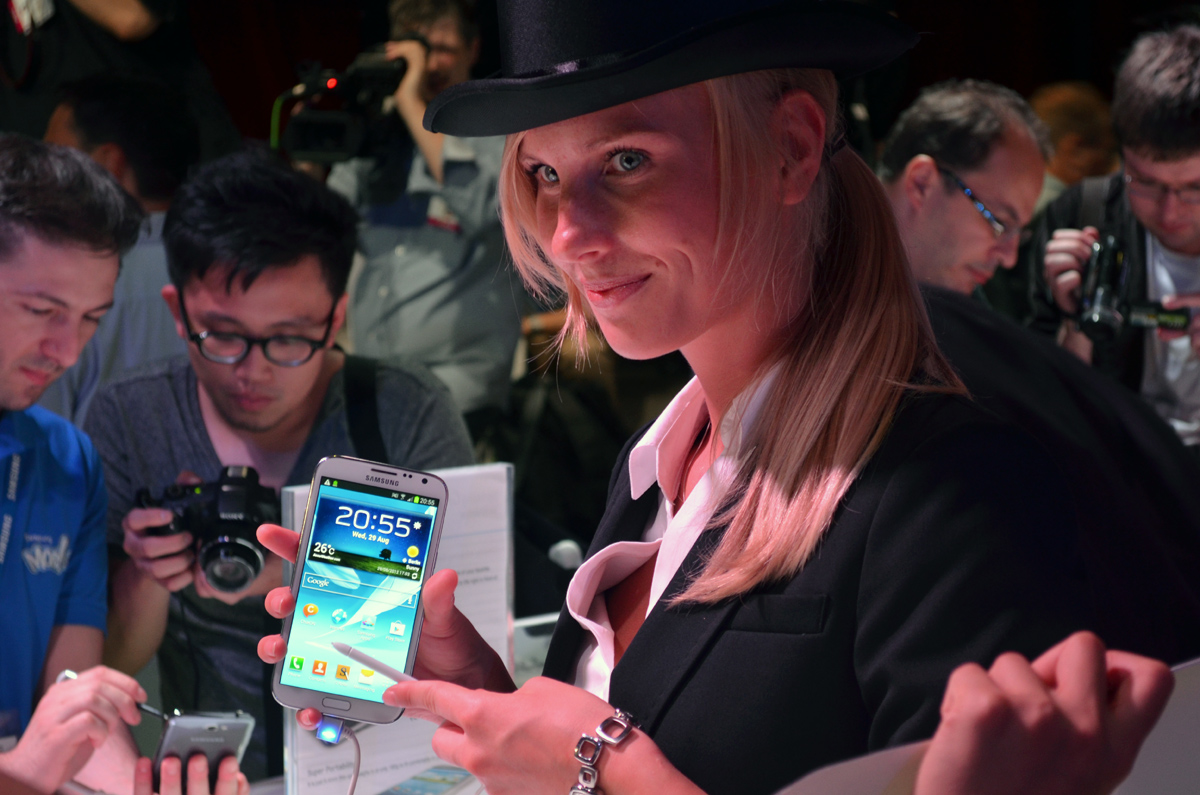
Samsung Galaxy Note II - mẫu phablet 2012 thế hệ đầu thành công

Các phablet hiện tại thường có số đo đường chéo màn hình từ 6,5 inch (170 mm) đến 7 inch (180 mm). Trong khi đó, hầu hết các điện thoại thông minh hàng đầu được phát hành vào năm 2021 có kích thước màn hình trên 6 inch (150 mm), với các phiên bản lớn hơn của các điện thoại cao cấp chính thống (chẳng hạn như iPhone 13 Pro Max, Pixel 6 Pro và Samsung Galaxy S21 Ultra 5G) sử dụng màn hình lớn hơn 6,6 inch (170 mm).PhoneArena lập luận rằng S7 Edge không phải là một chiếc phablet, vì nó có thiết kế hẹp và nhỏ gọn với bề mặt vật lý phù hợp hơn với Nexus 5X màn hình nhỏ hơn, do chủ yếu sử dụng màn hình với các cạnh cong.
Vào năm 2017, một số nhà sản xuất đã bắt đầu phát hành điện thoại thông minh có màn hình cao hơn tỷ lệ khung hình 16:9 thông thường được đa số thiết bị sử dụng và kích thước màn hình đường chéo thường vào khoảng 6 inch. Tuy nhiên, trong những trường hợp này, kích thước của các thiết bị nhỏ gọn hơn so với các thiết bị có tỷ lệ khung hình 16:9 với kích thước màn hình đường chéo tương đương.

iPhone 8 Plus - mẫu phablet 2017 của Apple với thiết kế cũ, viền màn hình dày 5,5" IPS tỷ lệ 16:9

## Lịch sử